# Menesia clytoides
Menesia clytoides es una especie de escarabajo longicornio del género Menesia, categorizada en la tribu Saperdini, de la subfamilia Lamiinae. Fue descrita por Gahan en 1912.

## Descripción
Mide 11 mm de longitud.

## Distribución
Se distribuye por la isla de Borneo.